# Franz Joseph Blättler
Franz Joseph Blättler (* 9. September 1766 in Hergiswil NW; † 24. Juli 1827 in Zürich) war ein Schweizer Politiker. Von 1811 bis 1827 gehörte er dem Regierungsrat (damals Wochenrat genannt) des Kantons Nidwalden an.

## Leben
Der Sohn des Ratsherrn Joseph Anton Fidel Blättler und der Elisabeth Achermann wurde in Hergiswil geboren. Er studierte Medizin und wurde Scherer (Chirurg) und Arzt in Stans.
Seine politische Karriere begann erst spät nach seinem Medizinstudium. Blättler war zwischen 1794 und 1798 Nidwaldner Prokurator. Nach einer langen Zeit ohne politische Ämter wurde er 1811 Regierungsrat. In diesem Amt blieb er bis zu seinem Tod, zuerst in der Funktion des Landessäckelmeisters (Finanzministers), dann 1813 und 1814 des Landesstatthalters und ab 1815 alle vier Jahre bis 1827 im höchsten politischen Amt des Kantons, dem Amt eines Landammanns. Der fortschrittlich denkende und proeidgenössisch gesinnte Blättler setzte sich 1815 nach der Ablehnung des Bundesvertrags durch Nidwalden sehr für die Wiedereingliederung Nidwaldens in die Eidgenossenschaft ein. Er verstarb im Amt anlässlich einer in Zürich abgehaltenen Tagsatzung.
Blättler heiratete Elisabeth Achermann, die ältere Schwester von Landammann Stanislaus Achermann. Aus dieser Ehe stammten die beiden Töchter Katharina und Elisabeth.

## Quelle
- Neues Stammbuch. Band XII, Blättler Hergiswil III (Kuchi), 12 (3) (S. 15 von 35).